# 胫节金蝉蛛
胫节金蝉蛛（学名：Phintella tibialis）为跳蛛科金蝉蛛属的动物。分布于越南以及中国大陆的湖南等地。该物种的模式产地在越南。